# Vroege knobbeldaas
De vroege knobbeldaas (Hybomitra lurida) is een vliegensoort uit de familie van de dazen (Tabanidae). De wetenschappelijke naam van de soort is voor het eerst geldig gepubliceerd in 1817 door Fallen.